# Levanto
Levanto er en by i den italienske region Liguria. Byen ligger helt ud til den italienske riviera og har en lille, men populær strand. Historisk har byen rødder tilbage til middelalderen, og der er ruiner af den gamle bymur. Byens historie fejres ved den årlige helgenfestival, hvor der er middelalderoptog og flagkastning. 
Det er en mindre by, som dog er et populært feriested for familier og vandrere, idet den ligger tæt på Cinque Terre, som er optaget på UNESCOs Verdensarvsliste. 
Kulinarisk byder Levanto på typisk ligurisk mad med masser af fisk og skaldyr samt naturligvis den klassisk basilikumpesto. Man kan komme til byen med tog, bil eller vandre dertil, men man skal være opmærksom på, at den ligger afsides mellem to bjerge. 
Fra Levanto er der god mulighed for at vandre til Cinque Terre, blandt andet til den nærmeste landsby Monterosso.
44°10′15.15″N 9°36′32.1″Ø / 44.1708750°N 9.608917°Ø